# Ramat Jochanan
Ramat Jochanan (hebr. רמת יוחנן) – kibuc położony w Samorządzie Regionu Zewulun, w Dystrykcie Północnym, w Izraelu. Członek Ruchu Kibuców (Ha-Tenu’a ha-Kibbucit).

## Położenie
Leży w Dolinie Zewulon, na wschód od miasta Hajfy.

## Historia
Kibuc został założony w 1932 roku.

## Gospodarka
Gospodarka kibucu opiera się na intensywnym rolnictwie.